# AFC Varndeanians F.C.
Câu lạc bộ bóng đá AFC Varndeanians là một câu lạc bộ bóng đá có trụ sở tại Brighton, East Sussex, Anh. Câu lạc bộ hiện là thành viên của Southern Combination Premier Division và thi đấu tại Sân vận động Withdean.

## Lịch sử
Câu lạc bộ được thành lập với tên Câu lạc bộ bóng đá Old Varndeanians vào năm 1929, khi Secondary Old Boys (được thống trị bởi các học sinh cũ của Trường Varndean) được đổi tên và quyết định chỉ tiếp nhận các cựu học sinh Varndeanians làm cầu thủ. Secondary Old Boys từng là thành viên của Division One của Brighton, Hove & District League, với câu lạc bộ mới tiếp tục thay thế vị trí của đội. Đội bị xuống hạng ở Division Two mùa giải 1930-31, và sau khi đứng cuối bảng Division Two mùa giải 1934-35, họ bị xuống hạng đến Division Three.
Old Varndeanians đã bị giải thể trong Thế chiến thứ hai trước khi được tái lập vào năm 1946, chơi tại Preston Park. Họ gia nhập Brighton, Hove & District League cho mùa giải 1947-48, trở thành thành viên của Division Three. Sau khi kết thúc với vị trí á quân trong mùa giải đầu tiên trở lại giải đấu, họ đã được thăng hạng lên Division Two. Họ về thứ tư trong Division Two trong mùa giải 1948-49, sau đó được đổi tên thành Intermediate Division. Sau khi về đích ở vị trí thứ năm mùa giải 1951-52, câu lạc bộ đã được thăng hạng lên Senior Division.
Đội chuyển đến Division Two thuộc Sussex County League năm 1956. Đội là á quân trong các mùa giải 1956-57 (cũng giành được Invitation Cup), 1957-58 và 1958-59, trước khi vô địch giải năm 1959-60, kết quả là thăng hạng đến Division One. Các quy tắc của câu lạc bộ cũng được nới lỏng để cho phép anh em và con trai của các học sinh cũ chơi cho câu lạc bộ. Sau khi kết thúc cuối bảng mùa giải 1961-62, đội bị xuống hạng trở lại Division Two. Họ tiếp tục ở lại Division Two cho đến khi rời giải đấu vào năm 1973.
Câu lạc bộ gia nhập lại Brighton, Hove & District League và được xếp vào Premier Division, giải đấu mà họ đã giành được trong mùa giải đầu tiên trở lại. Câu lạc bộ là á quân của Premier Division vào các mùa giải 1979-80, 1987-88, 1991-92, 1995-96 và 1997-98, trước khi giành danh hiệu thứ hai vào các năm 1999-2000. Họ tiếp tục giành được danh hiệu vào mùa giải tiếp theo, và sau khi kết thúc với vị trí á quân vào mùa giải 2001-02, câu lạc bộ lại vô địch vào mùa giải 2002-03.
Old Vardenians chuyển đến Mid-Sussex League năm 2003, vô địch Premier Division trong mùa giải đầu tiên và một lần nữa vào các mùa giải 2006-07 và 2008-09. Trong mùa giải 2004-05, đội đã giành được cả Montgomery Cup và Allan Washer League Trophy. Vào năm 2015 câu lạc bộ đã lấy tên hiện tại của mình. Đội đứng thứ bảy ở Premier Division trong mùa giải 2014-15, và chuyển sang Division Two của Southern Combination League (một giải đấu được đổi tên thành Sussex County League) cho mùa giải 2015-16. Họ đã giành chức vô địch trong lần đầu tiên, giành quyền thăng hạng lên Division One.

## Danh hiệu
- Southern Combination League
  - Vô địch Division Two 1959-60
  - Vô địch Division Two Invitation Cup 1956-57
  - Vô địch Modern Division Two (Three) 2015-16
  - Vô địch Reserve League 2017-2018
- Mid-Sussex League
  - Vô địch Premier Division 2003-04, 2006-07, 2008-09
  - Vô địch Montgomery Challenge Cup 2004-05
  - Vô địch Allan Washer League Trophy 2004-05
- Brighton, Hove & District League
  - Vô địch Premier Division 1973-74, 1999-2000, 2000-01, 2002-03
- Hove and Worthing Cup
  - Vô địch 1948-49